# Peltoniemi
Peltoniemi är en ö i Finland. Den ligger i sjön Korpinen och i kommunen Pudasjärvi i den ekonomiska regionen  Oulunkaari  och landskapet Norra Österbotten, i den centrala delen av landet, 600 km norr om huvudstaden Helsingfors. Öns area är 2,4 hektar och dess största längd är 270 meter i nord-sydlig riktning.